# Audrey Patterson
Audrey Patterson, później Tyler (ur. 29 lipca 1926 w Nowym Orleanie, zm. 23 sierpnia 1996 w San Diego) – amerykańska lekkoatletka specjalizująca się w biegach sprinterskich, brązowa medalistka igrzysk olimpijskich w 1948  w Londynie, w biegu na 200 metrów. Był to pierwszy w historii olimpijski medal zdobyty przez Afroamerykankę.

## Finały olimpijskie
- 1948 – Londyn, bieg na 200 m – brązowy medal

## Rekordy życiowe
- bieg na 100 metrów – 12,1 – 1948
- bieg na 200 metrów – 25,0 – 1948